# Marco Serra (arbitro)
Marco Serra (Torino, 9 settembre 1982) è un arbitro di calcio italiano.

## Carriera

### Anni 2010
Dal 2012 al 2015 ha diretto 53 gare in Lega Pro. Nella stagione 2015-2016 viene promosso alla Can B. Supera così Andrea Mazzaferro della sezione di Torino che vantava 18 presenze in Serie C come Assistente arbitrale. Il 12 settembre 2015 ha esordito in Serie B, dirigendo Avellino-Modena. Il 20 aprile 2016 ha esordito in Serie A, dirigendo Empoli-Verona.

### Anni 2020
Il 1º settembre 2020 viene inserito nell'organico della CAN A-B, nata dall’accorpamento di CAN A e CAN B: dirigerà sia in Serie A che in Serie B. Nella stagione 2020-2021 viene designato in 2 partite del massimo campionato e per 11 in cadetteria. Il 26 settembre 2021 arbitra eccezionalmente l'incontro del campionato piemontese di Terza Categoria tra CUS Torino e Resistenza Granata, per sopperire alla carenza di fischietti nelle serie minori.
Il 17 gennaio 2022 arbitra Milan-Spezia, commettendo un errore decisivo ai fini del risultato: la mancata concessione della norma del vantaggio porterà alla mancata convalida di una rete del Milan. Tale errore porterà alla sua sospensione per due giornate. Si rivela invece un'indiscrezione erronea quella delle presunte scuse porte dall'AIA al Milan.
Durante Cremonese-Roma del 28 febbraio 2023 è protagonista, in qualità di quarto ufficiale, di uno scontro verbale con l’allenatore dei giallorossi, José Mourinho: dopodiché il tecnico romanista viene espulso dall'arbitro Marco Piccinini. Secondo un esperto della lettura del labiale, consultato dal programma televisivo Le Iene, Serra avrebbe rivolto parole provocatorie a Mourinho, il quale sostiene di aver risposto a delle gravi offese ricevute; il quarto ufficiale, al contrario, ha sostenuto di non aver detto quelle parole. La corte d'appello della FIGC ha respinto il ricorso della Roma sulla squalifica al suo allenatore, nonostante in un primo momento sembrava che in base agli elementi raccolti fosse l'arbitro a rischiare una squalifica importante.
Il 5 aprile 2023, nell'ambito di una collaborazione tra l'AIA e la Federazione Cipriota, è VAR in Olympiakos Nicosia-AEL Limassol, gara delle fasi finali dell'A' Katīgoria, diretta dall'arbitro italiano Livio Marinelli; allo stesso modo il successivo 21 maggio, insieme al collega Gianluca Aureliano, viene chiamato ad arbitrare Apollōn Limassol-APOEL, anch'essa valida per il massimo campionato cipriota.
Il 3 luglio 2023, per motivate valutazioni tecniche, viene dismesso dalla Serie A. L'11 luglio seguente viene inserito nella lista dei Video Match Official a disposizione per le gare di Serie A e Serie B, con la funzionalizzazione di VAR.